# Pallacanestro Brescia 2023-2024
Questa voce raccoglie le informazioni riguardanti la Pallacanestro Brescia nelle competizioni ufficiali della stagione 2023-2024.

## Stagione
La stagione 2023-2024 della Pallacanestro Brescia sponsorizzata Germani, è l'8ª nel massimo campionato italiano di pallacanestro, la Serie A.

## Roster
Aggiornato al 10 agosto 2023.
| Germani Brescia 2023-24 | Germani Brescia 2023-24 |
| Giocatori               | Staff tecnico           |
| ----------------------- | ----------------------- |

| N. | Naz.                                       | Ruolo | Nome                   | Anno | Alt.   | Peso   |  |
| -- | ------------------------------------------ | ----- | ---------------------- | ---- | ------ | ------ |  |
| 0  | Stati Uniti (bandiera)                     | P     | Semaj Christon         | 1992 | 191 cm | 86 kg  |  |
| 1  | Stati Uniti (bandiera)                     | AG    | Kenny Gabriel          | 1989 | 206 cm | 99 kg  |  |
| 2  | Croazia (bandiera)                         | C     | Miro Bilan             | 1989 | 213 cm | 121 kg |  |
| 4  | Stati Uniti (bandiera)                     | A     | Jason Burnell          | 1997 | 201 cm | 100 kg |  |
| 5  | Stati Uniti (bandiera)                     | G     | C.J. Massinburg        | 1997 | 196 cm | 92 kg  |  |
| 7  | Italia (bandiera)                          | PG    | Nicolas Tanfoglio      | 2005 | 179 cm | 70 kg  |  |
| 8  | Italia (bandiera)                          | G     | Amedeo Della Valle (C) | 1993 | 194 cm | 90 kg  |  |
| 11 | Stati Uniti (bandiera) · Italia (bandiera) | GA    | John Petrucelli        | 1992 | 193 cm | 82 kg  |  |
| 20 | Stati Uniti (bandiera)                     | C     | Mike Cobbins           | 1992 | 203 cm | 104 kg |  |
| 25 | Italia (bandiera)                          | PG    | David Cournooh         | 1990 | 187 cm | 83 kg  |  |
| 45 | Italia (bandiera)                          | A     | Nicola Akele           | 1995 | 203 cm | 96 kg  |  |
| 77 | Italia (bandiera)                          | AP    | Matteo Porto           | 2005 | 200 cm | 93 kg  |  |
| -  | Italia (bandiera)                          | P     | Lorenzo Pollini        | 2006 | 183 cm |        |  |

| Allenatore |
| - Alessandro Magro                                                                                             |
| Assistente/i                                                                                                   |
| - Matteo Cotelli - David Moss - Francesco Taccetti Legenda - (C) Capitano - (IN) Inattivo - Infortunato Roster |

## Mercato

### Sessione estiva
| Acquisti | Acquisti        | Acquisti        | Acquisti      | Acquisti |
| R.       | Nome            | da              | Modalità      |          |
| -------- | --------------- | --------------- | ------------- | -------- |
| P        | Santiago Corona | Treviglio       | fine prestito |          |
| P        | Semaj Christon  | Derthona Basket | svincolato    |          |
| PG       | Ivan Mobio      | Langhe Roero    | fine prestito |          |
| AP       | Jason Burnell   | N.B. Brindisi   | svincolato    |          |
| C        | Miro Bilan      | Peristeri       | svincolato    |          |

| Cessioni | Cessioni           | Cessioni      | Cessioni          | Cessioni |
| R.       | Nome               | a             | Modalità          |          |
| -------- | ------------------ | ------------- | ----------------- | -------- |
| P        | Troy Caupain       | Murcia        | rescissione       |          |
| P        | Santiago Corona    | Basket Iseo   | fine contratto    |          |
| P        | Tommaso Laquintana | N.B. Brindisi | rescissione       |          |
| P        | Aleksej Nikolić    | Gran Canaria  | fine contratto    |          |
| PG       | Ivan Mobio         | Langhe Roero  | riscatto prestito |          |
| A        | David Moss         |               | ritirato          |          |
| C        | Christian Burns    | Pall. Cantù   | rescissione       |          |
| C        | Tai Odiase         | Prometej      | fine contratto    |          |